# Međunarodna hidrografska organizacija
Međunarodna hidrografska organizacija (kratica: IHO) je međuvladina savjetodavna i tehnička organizacija za hidrografiju čiji je cilj poticanje sigurnosti pomorskog prometa i zaštita morskog okoliša. IHO ima status promatrača pri Ujedinjenim narodima i smatra se mjerodavnom za hidrografska istraživanja odnosno pomorsko kartiranje.
Djelatnosti i ciljevi Međunarodne hidrografske organizacije su:
- Koordiniranje aktivnosti među državnim hidrografskim uredima
- Standardizacija odnosno najviši mogući stupanj jednoličnosti pomorskih karata i dokumenata
- Usvajanje pouzdanih i učinkovitih metoda hidrografskih istraživanja
- Znanstveni razvoj na području hidrografije odnosno opisne oceanografije

Osnovana je 21. lipnja 1921. godine i sjedište joj se nalazi u Monaku. Službeni jezici organizacije su engleski i francuski jezik.

## Poveznice
- Hidrografija
- Hrvatski hidrografski institut

## Vanjske poveznice
- (engl.)(fr.) Službene stranice IHO-a